# Jackson County, Kentucky
Jackson County är ett administrativt område i delstaten Kentucky, USA, med 13 494 invånare. Den administrativa huvudorten (county seat) är McKee. 
Countyt har fått sitt namn efter general Andrew Jackson som var USA:s sjunde president 1829-1837 som hade besegrat britterna i slaget vid New Orleans den 8 januari 1815.

## Geografi
Enligt United States Census Bureau har countyt en total area på 898 km². 897 km² av den arean är land och 1 km² är vatten. 

### Angränsande countyn
- Estill County - nord
- Lee County - nordost
- Owsley County - öst
- Clay County - sydost
- Laurel County - sydväst
- Rockcastle County - väst
- Madison County - nordväst